# المجمع السكني شهيد مدني (حومة انديمشك)
المجمع السکني شهید مدني (بالفارسية: شهرک شهیدمدنی) هي قرية تقع في إيران في منطقة مركزية ريفية. يقدر عدد سكانها بـ 1,245 نسمة .